# Багдасарян, Анаид Захаровна
Анаид Захаровна Багдасарян — советский хозяйственный деятель, Герой Социалистического Труда.

## Биография
Родилась в 1915 году в Эриванской губернии. Член КПСС.
В 1930—1968 гг. — колхозница колхоза села Арпа (с 1946 года - Арени) Кешишкендского (Микояновского, Ехегнадзорского) района , звеньевая полеводческого звена, бригадир табаководческой бригады колхоза имени Калинина Микояновского района Армянской ССР.
Отличник социалистического сельского хозяйства (1946).
Указом Президиума Верховного Совета СССР от 16 апреля 1949 года присвоено звание Героя Социалистического Труда с вручением ордена Ленина и золотой медали «Серп и Молот».
Умерла после 1968 года в селе Арени Ехегнадзорского района Армянской ССР.

## Награды и звания
- Герой Социалистического Труда (16.04.1949)
- Орден Ленина (16.04.1949, 17.08.1950, 03.07.1951)